# Teoria komórkowa
Teoria komórkowa (ang. cell theory) – sformułowana w latach 1838–1839 teoria naukowa mówiąca, że wszystkie żywe organizmy są zbudowane z osobnych komórek. Jej autorem byli Theodor Schwann i Matthias Jacob Schleiden.
Matthias Jacob Schleiden w 1838 roku ustalił, że rośliny są zbudowane z komórek. W 1839 roku Theodor Schwann rozszerzył teorię komórkową na zwierzęta. Rudolf Virchow, w 1860 roku, podsumował sentencją „omnis cellula e cellula” (łac. każda komórka z komórki).
Według teorii takie procesy, jak wzrost i rozmnażanie, wynikają z przemian zachodzących w komórkach. Teoria komórkowa została rozszerzona przez Roberta Remaka. Stwierdził on, że nowe komórki mogą powstawać wyłącznie przez podział komórek już istniejących, tzn. komórki nie powstają spontanicznie z materii nieożywionej. W 1855 roku teorię wykorzystał jako swoją, przyjaciel Remaka Rudolf Virchow. Około 1880 roku August Weismann wskazał, że bardzo ważną konsekwencją stwierdzenia Remaka jest to, że wszystkie żywe komórki wywodzą się od przodków żyjących w zamierzchłych czasach. Dowodem wspólnego pochodzenia wszystkich komórek jest podobieństwo podstawowych struktur i cząsteczek, z których są zbudowane.